# Gleditsia rolfei
Gleditsia rolfei — вид квіткових рослин з родини бобових (Fabaceae). Поширення: Філіппіни, Сулавесі, а за іншими джерелами Тайвань.